# Іліасу Шилла
Іліасу Шилла (англ. Illiasu Shilla, нар. 20 червня 1983, Аккра) — ганський футболіст, що грав на позиції захисника.
Виступав, зокрема, за клуби «Кінг Фейсал Бейбс», «Сатурн» (Раменське) та «Імпульс», а також національну збірну Гани.

## Клубна кар'єра
Почав займатися футболом з 7-ми років в академії міста Тамале. Професійна кар'єра гравця почалася в 2002 році в клубі «Кінг Фейсал Бейбс», який виступає у вищій лізі Гани, а потім перейшов в «Асанте Котоко», в складі якого завоював титул чемпіона країни.
Після виступів на чемпіонаті світу 2006 в Німеччині, у послугах гравця були зацікавлені багато європейських клубів, серед яких значилися англійські «Арсенал», «Блекберн», французький «Ліон» і грецький «Олімпіакос». Пройшовши медогляд в клубах Шилла між тим виявився в Росії.
Найвигідніші умови запропонував раменський «Сатурн», куди Іліасу перейшов у 2006 році. Аж до 2008 року виступав за «Сатурн». У 2008 році, отримавши важку травму, відправився до Німеччини, на операцію. Відновлювався на батьківщині, в Гані, куди він переїхав після операції. Пізніше надійшла пропозиція від клубу вищої ліги Гани «Реал Тамале Юнайтед».
На початку 2011 року підписав контракт із цим клубом. Відігравши півсезону, за порадою свого агента, в літнє трансферне вікно перейшов у дилижанський «Імпульс», уклавши контракт розрахований до кінця сезон, у підсумку відіграв у Вірменії 2 сезони. Більшість часу, проведеного у складі «Імпульса», був основним гравцем захисту команди. Завершив професійну кар'єру футболіста виступами за команду «Імпульс» у 2013 році.у

## Статистика виступів
Станом на 12 грудня 2012 року
| Клуб              | Сезон             | Чемпіонат | Чемпіонат | Кубку | Кубку | Єврокубки | Єврокубки | Усього | Усього |
| Клуб              | Сезон             | Матчі     | Голи      | Матчі | Голи  | Матчі     | Голи      | Матчі  | Голи   |
| ----------------- | ----------------- | --------- | --------- | ----- | ----- | --------- | --------- | ------ | ------ |
| Імпульс           | 2011              | 13        | 1         | 2     | 0     | 0         | 0         | 15     | 1      |
| Імпульс           | 2012/13           | 30        | 0         | 2     | 0     | 0         | 0         | 32     | 0      |
| Усього            | Усього            | 43        | 1         | 4     | 0     | 0         | 0         | 47     | 1      |
| Усього за кар'єру | Усього за кар'єру | 43        | 1         | 4     | 0     | 0         | 0         | 47     | 1      |

## Виступи за збірну
У період виступів за «Асанте Котоко» був уперше запрошений до складу збірної Гани. На той момент збірною керував сербський фахівець Ратомір Дуйкович. Дебютував за збірну в поєдинку розіграшу Кубку Африки 2006 з національною командою Зімбабве. Гра Шилли переконала Дуйковича взяти його на чемпіонат світу 2006 року в Німеччину. Пам'ятним матчем для футболіста став матч зі збірною Чехії, в якому Гана перемогла з рахунком - 2:0
2006 року дебютував в офіційних матчах у складі національної збірної Гани. Протягом кар'єри у національній команді, яка тривала усього 2 роки, провів у формі головної команди країни 13 матчів.
У складі збірної був учасником чемпіонату світу 2006 року у Німеччині, Кубка африканських націй 2008 року у Гані, на якому команда здобула бронзові нагороди.

## Досягнення
- Чемпіонат Гани
  -  Срібний призер (1): 2004/05 («Асанте Котоко»)
  -  Бронзовий призер (2): 2000, 2003 («Асанте Котоко»)

- Кубок Вірменії
  -  Фіналіст (1): 2011/12

- Кубок африканських націй
  -  Бронзовий призер (1): 2008

## Особисте життя
Одружений, має двох дітей. Також має дві сестри і два брати. Старший брат займається футболом і зараз виступає в клубі «Реал Тамале Юнайтед».
Володіє англійською та російською мовами.

## Інтереси та захоплення
Улюблений чемпіонат - іспанська Примера, команда - лондонський «Арсенал», футболіст - камерунець Самюель Ето'о, тренер - Жозе Моуріньо, збірна - Іспанії.
Любить слухати пісні Селін Діон, займатися комп'ютером, дивитися по телевізору канал CNN, смачно поїсти, грати в настільний теніс.